# 사대문

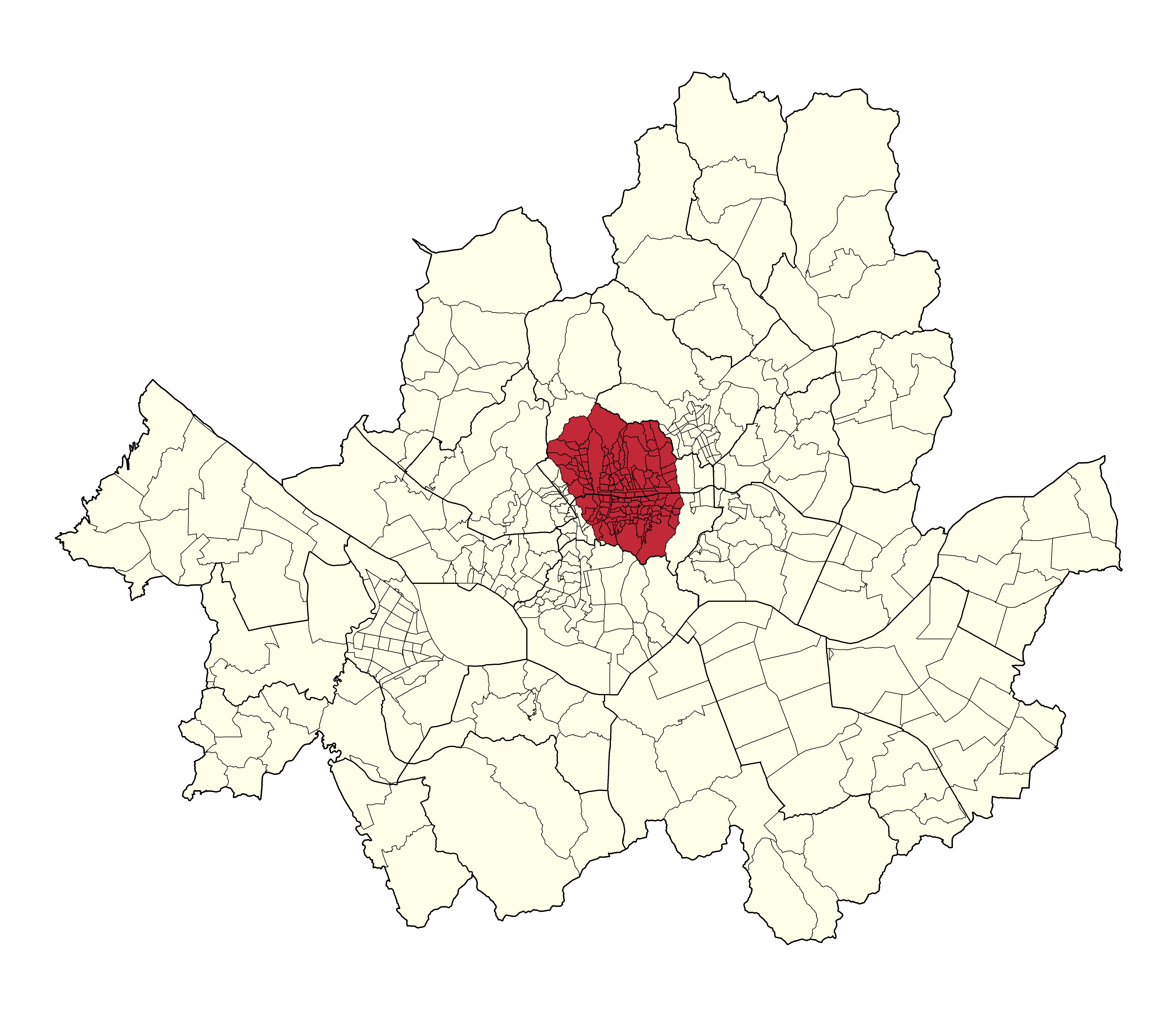
한양도성 지도

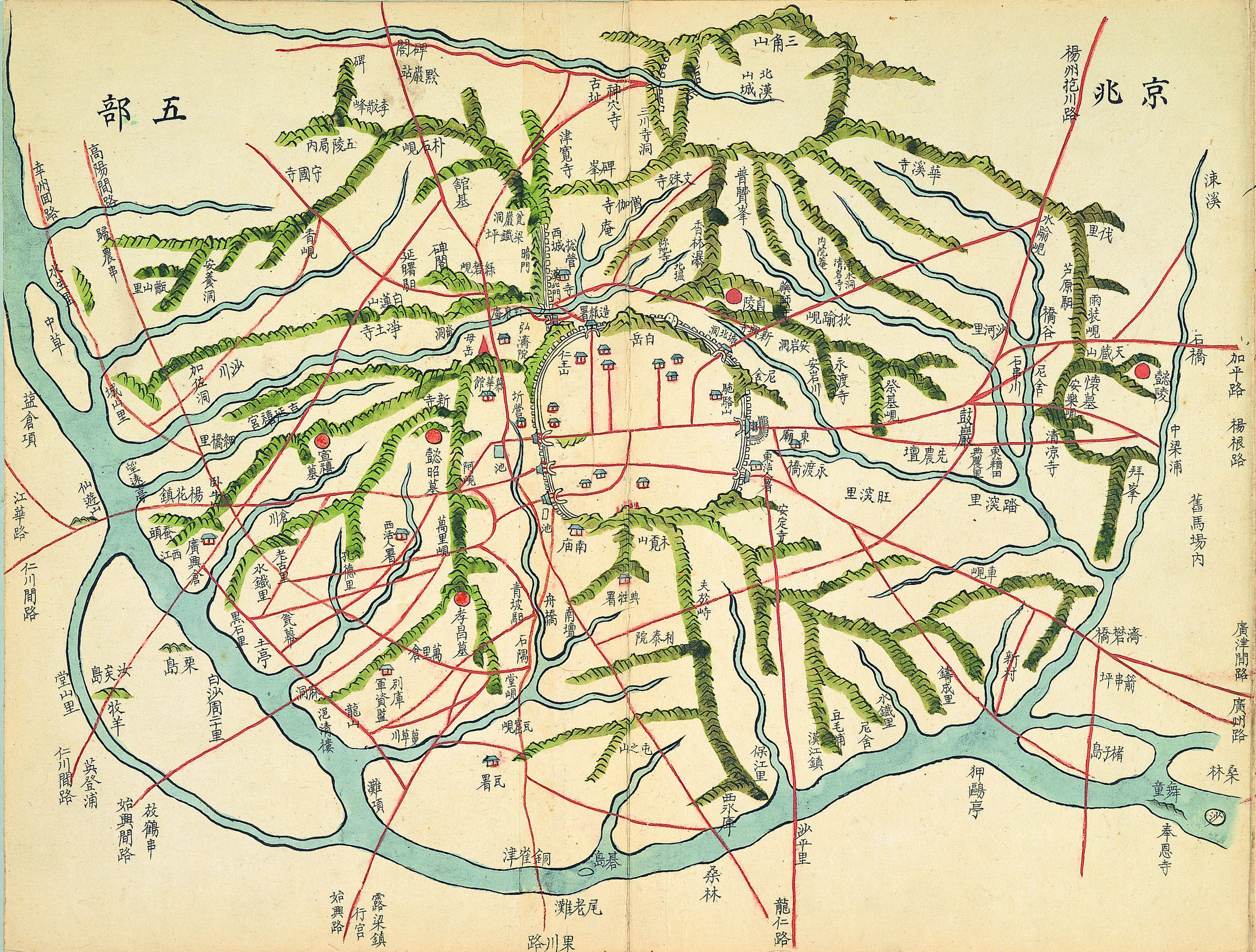
경조오부도(京兆五部圖)

사대문(四大門)은 대한민국 서울특별시 종로구와 중구 일대의 한양도성에 세워진 서울의 성문 중 네 개의 대문(大門)을 말한다. 동대문으로 흥인지문, 서대문으로 돈의문, 남대문으로 숭례문, 북대문으로는 숙정문이 있다.

## 역사와 용례
사대문은 도성이 훼손된 뒤 구한말 내지는 근대에 들어서야 뒤늦게 등장한 속칭으로, 조선 시대에 보편적으로 쓰인 표현이 아니며 역사성이 깊지 않다. 조선왕조실록의 기록들을 살펴볼 때 성문을 '대문'(大門)과 '소문'(小門)으로 분류하는 기준이 명확하게 존재했던 것은 아니며, 대문 및 소문에 해당하는 성문의 개수가 각각 4개라는 인식 조차도 드물게만 확인될 뿐이다.
예를 들어 《태조실록》에는 홍화문은 속칭 동소문(東小門), 흥인문은 속칭 동대문(東大門), 광희문은 속칭 수구문(水口門), 숭례문은 속칭 남대문(南大門), 소덕문은 속칭 서소문(西小門)이라 하였다고 적혀 있을 뿐, 돈의문을 서대문으로 부르는 기록은 거의 확인되지 않으며, 숙정문을 북대문으로 부르는 기록은 아예 존재하지도 않는다. 이처럼 조선 초기에 불명확하게 쓰였던 대문과 소문의 분류는, 조선 후기에 들어서면 '정문'(正門)과 '간문'(間門)이라는 공식적인 분류체계를 획득하게 된다.
마찬가지로 한양의 도성 안 지역을 이르는 옛 지명인 문안(門內)이라는 표현은 오늘날 일반인들에게 '사대문 안'을 줄여 부르는 표현처럼 풀이되고 있으나, 이는 조선 시대에 '도성의 문 안쪽'(都門內)을 뜻하는 표현으로 쓰였다. 한성부의 도심부와 그 밖의 지역을 구분하는 선형의 문화적 경계는 문(門)이 아니라 도성(都城)이었기 때문이다. 당시에 오늘날의 서울 도심에 해당하는 도심지를 부른 일반적인 표현은 '도성 안'을 뜻하는 '성중'(城中) 또는 '성내'(城內)였다.
조선 시대에 서울의 성문들은 도성 내부에 있는 도심의 범위를 규정하는 경계라기보다, 각각의 문 그 자체가 그 주변의 번화한 도시화 지역을 이르는 지명으로 쓰였다. 서대문·서소문·남대문 바로 바깥에 긴밀하게 연결되어 발달한 상업 지역은 '삼문 밖'(三門外) 지역이라는 이름으로 불렸으며, 동대문 바로 바깥의 도시화 지역에는 '동대문리'(東大門里)라는 명칭이 붙여지기도 했다.

## 목록
| 방향            | 사진 | 이름                | 위치          |
| --------------- | ---- | ------------------- | ------------- |
| 동대문 (東大門) |      | 흥인지문 (興仁之門) | 종로구 종로   |
| 서대문 (西大門) |      | 돈의문 (敦義門)     | 종로구 평동   |
| 남대문 (南大門) |      | 숭례문 (崇禮門)     | 중구 세종대로 |
| 북대문 (北大門) |      | 숙정문 (肅靖門)     | 종로구 북촌로 |

## 같이 보기
- 도성
- 한양도성
- 서울의 성문
- 서울 도심

## 참고문헌
- 고동환 (2015). “조선후기 서울 삼문(三門) 밖 지역의 특성”. 《서울학연구》 (59): 163–187. doi:10.17647/jss.2015.05.59.164.
- 유승희 (2019년 6월 3일). 〈제2장 조선시대 한성부 성저십리의 지역적 특성과 城底民 실태〉. 《조선시대 다스림으로 본 성저십리 (서울역사중점연구 5)》. 서울: 서울역사편찬원. ISBN 9791160710670.
- 홍순민 (2019). “조선후기 도성문 관리 방식의 변동”. 《서울과 역사》 (101): 61–105. doi:10.22827/seoul.2019..101.002.